# Kang Ryang-uk
Kang Ryang-uk (강량욱?, Kang Ryang-ukLR; Pyongyang, 7 dicembre 1903 – Pyongyang, 9 gennaio 1983) è stato un politico e presbitero nordcoreano, presidente della Federazione cristiana coreana dal 1946 fino alla sua morte.
Kang era lo zio materno del leader nordcoreano Kim Il-sung, il fondatore della patria e la madre di Kim, cugina di Kang, madre di Ryang-uk, era Kang Pan-sok, anch'essa una devota protestante. Il primo lavoro che Kang fece fu l'insegnante di scuola e uno dei suoi primi allievi fu proprio Kim Il-sung. Negli anni '40 studiò teologia all'Università di Pyongyang (oggi denominata Università Kim Il-sung).
Kang divenne uno degli stretti consiglieri di Kim Il-sung poco dopo il suo ritorno dall'Unione Sovietica nell'ottobre 1945. Nel 1946 divenne presidente della Lega cristiana, in seguito chiamata Federazione cristiana coreana. Questa organizzazione era in stretto contatto con il Partito Comunista del paese, con cui manteneva buoni rapporti. Nel 1949, con la nascita ufficiale della Corea del Nord, tutti i cittadini cristiani protestanti furono costretti ad aderire alla Federazione di Kang, pena l'arresto.
Kang in seguito ricevette la carica di vice primo ministro della Corea del Nord per ben due volte. È stato nominato vicepresidente dall'Assemblea popolare suprema nel 1972 e ha lasciato l'incarico nel 1982.
Quando morì, nel 1983, il suo secondo figlio, Kang Yong-sop, gli succedette in qualità di presidente della Federazione cristiana di Corea.